# (グリコーゲンシンターゼD)ホスファターゼ
(グリコーゲンシンターゼD)ホスファターゼ([glycogen-synthase-D] phosphatase, {EC 3.1.3.42)は、以下の化学反応を触媒する酵素である。
[グリコーゲンシンターゼD] + 水 {\displaystyle \rightleftharpoons } [グリコーゲンシンターゼI] + リン酸
この酵素は加水分解酵素、特にリン酸モノエステル加水分解酵素に分類される。系統名は、[UDP-グルコース:グリコーゲン 4-α-D-グルコシルトランスフェラーゼ-D]([UDP-glucose:glycogen 4-α-D-glucosyltransferase-D] phosphohydrolase)である。